# Ken Carson
Kenyatta Lee Frazier Jr. (Atlanta, Georgia, 11 de abril de 2000), conocido por su nombre artístico como Ken Carson, es un rapero estadounidense. Saltó a la fama tras el lanzamiento de su segundo álbum de estudio «X» (2022), que se convirtió en su primera entrada en el Billboard 200. Su tercer álbum de estudio, «A Great Chaos» (2023), alcanzó el puesto 11 en la lista.
Carson firmó con el sello discográfico Opium de Playboi Carti, un sello de Interscope Records en 2019.
Anteriormente, Carson lanzó su obra extendida «Teen X» (2020) y su álbum de estudio debut «Project X» (2021). Las canciones de este último, «Rock N Roll» y «Run + Ran», ganaron gran popularidad en la plataforma TikTok. Está estrechamente afiliado a su compañero de sello Opium, colaborador frecuente y nativo de Georgia, Destroy Lonely.

## Carrera musical

### 2015-2019: Inicios
Carson se unió inicialmente a 808 Mafia en 2015 como rapero después de conocer al productor discográfico TM88, y comenzaría a publicar música en SoundCloud ya en 2017. Después de ganar popularidad en la escena del rap underground, fue descubierto por el también rapero de Atlanta Playboi Carti y firmó con su sello Opium en 2019. Carson también fue el primero en firmar con Opium después Destroy Lonely y Homixide Gang.

### 2020-2022: Teen X, Project X, y X
Después de firmar con Opium en 2019, Carson lanzaría dos obras extendidas en 2020, «Boy Barbie» y «Teen X».
A principios de 2021, lanzaría un EP secuela llamado «Teen X: Relapsed», antes de lanzar su álbum de estudio debut «Project X» a finales de ese año. En febrero del 2022, apareció como invitado en la canción «Gëek high» del álbum del rapero Yeat, 2 Alivë. Lanzó su segundo álbum de estudio «X» el 8 de julio del 2022. Alcanzó el número 115 en el Billboard 200.
En octubre del 2022, él y el también rapero de Atlanta, SoFaygo, lanzaron un sencillo titulado «Hell Yeah» para el álbum de estudio debut de SoFaygo, «Pink Hizz», con un video musical que lo acompaña. El 31 de octubre de 2022, Ken Carson lanzó una versión de deluxe de su álbum X llamado «Xtended», junto con un video musical en YouTube para su canción «MDMA» con Destroy Lonely.

### 2023-presente: A Great Chaos
Carson lanzó el sencillo «I Need U» el 14 de febrero de 2023. El 5 de mayo de 2023, Carson apareció en el álbum de estudio debut de Destroy Lonely, If Looks Could Kill, en la canción «Money & Sex». En junio de 2023, Carson produjo la canción «x2» del tercer álbum de estudio de Lil Uzi Vert, Pink Tape. El 6 de octubre de 2023, Carson tuiteó un enlace previo al guardado de su tercer álbum de estudio A Great Chaos, indicando que el proyecto se lanzaría el 13 de octubre con una lista de canciones de 18 canciones; tres días después, casi todo el álbum se filtró en línea después de que se compartieran varias pistas en un servidor de Discord.  
El 12 de octubre, se llevó a cabo una fiesta de lanzamiento del álbum en el club de baile Silo en Brooklyn para conmemorar el lanzamiento del proyecto. Carson interpretó los temas «Fighting My Demons», «Lose It», «Hardcore», «Singapore» y «Paranoid» junto a su compañero de sello Opium, Destroy Lonely, antes de sacar a su compañero rapero y fundador del sello antes mencionado, Playboi Carti, para interpretar canciones del último álbum del rapero, «Stop Breathing» de «Whole Lotta Red» (2020), y «Fe!n» del cuarto álbum de estudio de Travis Scott, Utopia (2023). El 5 de julio de 2024, lanzó la edición de deluxe de «A Great Chaos», que contiene siete pistas adicionales, incluido el sencillo «Overseas», que se lanzó el 12 de abril de 2024.

### Estilo musical
El estilo musical de Carson ha sido descrito como «una producción electrónica de naturaleza enérgica» y con «flujos enfocados». Ha sido comparado con su mentor Playboi Carti, especialmente con su álbum de 2020 «Whole Lotta Red», así como con Lil Uzi Vert por su fluidez y mentalidad.

## Discografía
La discografía del rapero estadounidense Ken Carson consta de 4 álbumes de estudio, 3 mixtapes, 4 EPs y 29 sencillos.

### Álbumes de estudio
| Título        | Detalles del álbum                                                                                                | Posiciones máximas en las listas | Posiciones máximas en las listas | Posiciones máximas en las listas | Posiciones máximas en las listas | Posiciones máximas en las listas | Posiciones máximas en las listas | Posiciones máximas en las listas | Posiciones máximas en las listas | Posiciones máximas en las listas | Posiciones máximas en las listas |  |
| Título        | Detalles del álbum                                                                                                | US                               | US R&B /HH                       | AUS Hit.                         | CAN                              | FIN                              | GER                              | LTU                              | NLD                              | NZ                               | UK                               |  |
| ------------- | --- | -------------------------------- | -------------------------------- | -------------------------------- | -------------------------------- | -------------------------------- | -------------------------------- | -------------------------------- | -------------------------------- | -------------------------------- | -------------------------------- |  |
| Project X     | - Lanzamiento: 23 de julio de 2021 - Discográfica: Opium, Foundation - Formato: Descarga digital, streaming       | —                                | —                                | —                                | —                                | —                                | —                                | —                                | —                                | —                                | —                                |  |
| X             | - Lanzamiento: 8 de julio de 2022 - Discográfica: Opium, Interscope - Formato: LP, Descarga digital, streaming    | 115                              | 50                               | —                                | —                                | —                                | —                                | —                                | —                                | —                                | —                                |  |
| A Great Chaos | - Lanzamiento: 13 de octubre de 2023 - Discográfica: Opium, Interscope - Formato: CD, Descarga digital, streaming | 11                               | 4                                | 4                                | 18                               | 35                               | 45                               | 9                                | 51                               | 21                               | 43                               |  |
| More Chaos    | - Lanzamiento: 11 de abril de 2025 - Discográfica: Opium, Interscope - Formato: LP, Descarga digital, streaming   | 1                                | 1                                | —                                | 17                               | —                                | 45                               | 37                               | 65                               | 26                               | 54                               |  |

### Mixtapes
| Título       | Detalles de los mixtapes                                                                                |
| ------------ | --- |
| Lost Files 2 | - Lanzamiento: 10 de julio de 2021 - Discográfica: Independiente - Formato: Descarga digital, streaming |
| Lost Files 3 | - Lanzamiento: 29 de enero de 2022 - Discográfica: Independiente - Formato: Descarga digital, streaming |
| Lost Files 4 | - Lanzamiento: 3 de enero de 2023 - Discográfica: Independiente - Formato: Descarga digital, streaming  |

### Extended plays
| Título           | Detalles de las EPS                                                                                      |
| ---------------- | --- |
| Boy Barbie       | - Lanzamiento: 12 de mayo de 2020 - Discográfica: Independiente - Formato: Descarga digital, streaming   |
| Teen X           | - Lanzamiento: 14 de agosto de 2020 - Discográfica: Independiente - Formato: Descarga digital, streaming |
| Lost Files       | - Lanzamiento: Lost Files - Discográfica: Independiente - Formato: Descarga digital, streaming           |
| Teen X: Relapsed | - Lanzamiento: 31 de enero de 2021 - Discográfica: Independiente - Formato: Descarga digital, streaming  |

### Como artista principal
| Título                                          | Año  | Album         |
| ----------------------------------------------- | ---- | ------------- |
| "Fall Back" (con Young Slizzle)                 | 2018 |               |
| "Fold"                                          | 2018 |               |
| "Free Dro"                                      | 2019 |               |
| "Green Beam"                                    | 2020 |               |
| "Spaced Out"                                    | 2020 |               |
| "Load"                                          | 2020 |               |
| "Glow"                                          | 2020 |               |
| "Came a Long Way"                               | 2020 |               |
| "Trip Wit Me"                                   | 2020 |               |
| "Missing"                                       | 2021 |               |
| "Casket" (con Destroy Lonely)                   | 2021 |               |
| "How It Feel"                                   | 2021 |               |
| "Shoot It Up"                                   | 2021 |               |
| "Glock 19"                                      | 2021 |               |
| "Patrick Ewing"                                 | 2021 |               |
| "Please Don't Leave"                            | 2021 |               |
| "Know the Price"                                | 2021 |               |
| "Workin On Me"                                  | 2021 |               |
| "Ice"                                           | 2021 |               |
| "Blue Check"                                    | 2021 |               |
| "Exodus" (con Destroy Lonely)                   | 2021 |               |
| "Raver" (con Destroy Lonely)                    | 2022 |               |
| "By My Lonely" (con JBans2turnt)                | 2022 |               |
| "Wockstar" (con Offset)                         | 2022 |               |
| "Teen Bean"                                     | 2022 | Lost Files 2  |
| "Chrome Hearts Jeans" (with International Jefe) | 2022 |               |
| "The End"                                       | 2022 | X             |
| "Go"                                            | 2022 | X             |
| "I Need U"                                      | 2023 | A Great Chaos |

### Como artista invitado
| Título                                             | Año  | Álbum |
| -------------------------------------------------- | ---- | ----- |
| "Natural Habitat" (070 Shake featuring Ken Carson) | 2023 |       |

### Otras canciones incluidas en las listas de éxitos y certificadas
| Título                                 | Año  | Posiciones máximas en las listas | Posiciones máximas en las listas | Posiciones máximas en las listas | Certificaciones | Álbum         |
| Título                                 | Año  | US Bub.                          | US R&B/HH                        | NZ Hot                           | Certificaciones | Álbum         |
| -------------------------------------- | ---- | -------------------------------- | -------------------------------- | -------------------------------- | --------------- | ------------- |
| "Yale"                                 | 2020 | —                                | —                                | —                                | - RIAA: Gold    | Teen X        |
| "Fell in Love" (con Lil Tecca)         | 2023 | 18                               | —                                | 25                               |                 | Tec           |
| "Green Room"                           | 2023 | 17                               | —                                | —                                |                 | A Great Chaos |
| "Jennifer's Body"                      | 2023 | 4                                | 43                               | 19                               |                 | A Great Chaos |
| "Fighting My Demons"                   | 2023 | 2                                | 40                               | 14                               |                 | A Great Chaos |
| "Singapore" (featuring Destroy Lonely) | 2023 | 9                                | —                                | 31                               |                 | A Great Chaos |
| "Lose It"                              | 2023 | 21                               | —                                | —                                |                 | A Great Chaos |
| "Me n My Kup"                          | 2023 | 19                               | —                                | —                                |                 | A Great Chaos |
| "Succubus"                             | 2023 | 18                               | —                                | —                                |                 | A Great Chaos |
| "Paranoid" (featuring Destroy Lonely)  | 2023 | 15                               | —                                | 29                               |                 | A Great Chaos |

## Giras musicales
- 2022: The X Man Tour
- 2024: Chaos Tour
- 2025: Lord of Chaos Tour